# بريشاة خوبيار (مقاطعة دالاهو)
بريشاة خوبيار (بالفارسية: بریشاه خوبیار) هي قرية تقع في كرمانشاه في إيران. يقدر عدد سكانها بـ 243 نسمة بحسب إحصاء 2016.